# Partido Crédito Social do Canadá
O Partido Crédito Social do Canadá (em inglês: Social Credit Party of Canada; em francês: Parti Crédit social du Canada), também conhecido por Socreds ou Credistas, foi um partido político do Canadá.
O partido foi fundado em 1935 por William Aberhart, baseando-se na teoria económica do crédito social desenvolvida pelo economista inglês Clifford Douglas, que defendia a participação e a intervenção de todos os cidadãos na distribuição da riqueza para acabar com desigualdades económicas, bem como, defendia a maior liberdade económica possível para, assim, criar uma verdadeira sociedade capitalista.
Os credistas rapidamente ganharam influência elegendo, por várias décadas, deputados para o parlamento canadiano, tendo como grande bastião a região de Alberta, que governaram, a nível regional, até 1971.
Em 1980, o partido perdeu todos os deputados no parlamento nacional e nunca mais recuperou a influência do passado, acabando por se dissolver em 1993, apesar de várias secções provinciais se terem mantido activas, embora sem grande sucesso.

## Resultados eleitorais

### Eleições legislativas
| Data | Líder                    | CI.  | Votos   | %              | +/-  | Deputados | +/-     | Status            | Notas |
| ---- | ------------------------ | ---- | ------- | -------------- | ---- | --------- | ------- | ----------------- | ----- |
| 1935 | John Horne Blackmore     | 5.º  | 180 679 | 4,10 / 100,00  |      | 17 / 245  |         | Oposição          |       |
| 1940 | John Horne Blackmore     | 7.º  | 46 271  | 1,00 / 100,00  | 3,10 | 7 / 245   | 10      | Oposição          | (a)   |
| 1945 | Solon Earl Low           | 4.º  | 212 220 | 4,05 / 100,00  | 3,05 | 13 / 245  | 6       | Oposição          |       |
| 1949 | Solon Earl Low           | 4.º  | 135 217 | 2,31 / 100,00  | 1,74 | 10 / 262  | 7       | Oposição          |       |
| 1953 | Solon Earl Low           | 4.º  | 305 551 | 5,42 / 100,00  | 3,11 | 15 / 265  | 5       | Oposição          |       |
| 1957 | Solon Earl Low           | 4.º  | 437 312 | 6,57 / 100,00  | 1,15 | 19 / 265  | 4       | Oposição          |       |
| 1958 | Solon Earl Low           | 4.º  | 188 356 | 2,58 / 100,00  | 3,99 | 0 / 265   | 19      | Extra-parlamentar |       |
| 1962 | Robert N. Thompson       | 4.º  | 893 479 | 11,60 / 100,00 | 9,02 | 30 / 265  | 30      | Oposição          |       |
| 1963 | Robert N. Thompson       | 4.º  | 940 703 | 11,92 / 100,00 | 0,32 | 24 / 265  | 6       | Oposição          |       |
| 1965 | Robert N. Thompson       | 5.º  | 282 454 | 3,66 / 100,00  | 8,26 | 5 / 265   | 19      | Oposição          | (b)   |
| 1968 | Alexander Bell Patterson | 5.º  | 68 742  | 0,85 / 100,00  | 2,81 | 0 / 264   | 5       | Extra-parlamentar | (c)   |
| 1972 | Réal Caouette            | 4.º  | 730 759 | 7,55 / 100,00  | 6,70 | 15 / 264  | 15      | Oposição          | (d)   |
| 1974 | Réal Caouette            | 4.º  | 481 231 | 5,06 / 100,00  | 2,49 | 11 / 264  | 4       | Oposição          |       |
| 1979 | Fabien Roy               | 4.º  | 527 604 | 4,61 / 100,00  | 0,45 | 6 / 282   | 5       | Oposição          |       |
| 1980 | Fabien Roy               | 4.º  | 185 486 | 1,70 / 100,00  | 2,91 | 0 / 282   | 6       | Extra-parlamentar |       |
| 1984 | Ken Sweigard             | 9.º  | 16 659  | 0,13 / 100,00  | 1,57 | 0 / 282   | Estável | Extra-parlamentar |       |
| 1988 | Harvey Lainson           | 12.º | 3 407   | 0,03 / 100,00  | 0,10 | 0 / 295   | Estável | Extra-parlamentar |       |

Notas:
↑(a)  Em coligação com o Nova Democracia.
↑(b)  Os Credistas do Quebec concorreram separadamente como Ralliement des créditistes, elegendo 9 deputados.
↑(c)  Os Credistas do Quebec concorreram separadamente como Ralliement des créditistes, elegendo 14 deputados.
↑(d)  O Ralliement des créditistes do Quebec, que elegeu 14 deputados em 1968 e era o quarto maior partido, reuniu-se com o partido nacional do Crédito Social, assumindo-o essencialmente. Todos os assentos conquistados pelo partido em 1972 e, posteriormente, foram no Quebec. Quando os resultados de 1972 são comparados aos resultados de 1968 do Railliement, há apenas um ganho de 1 cadeira e um aumento no voto popular de 2,27 pontos percentuais e nenhuma mudança no local.